# Carl Wilhelm Hübner
Pour les articles homonymes, voir Hübner.
Carl Wilhelm Hübner (né le 17 juin 1814 à Königsberg, mort le 5 décembre 1879 à Düsseldorf) est un peintre prussien.

## Biographie
Il reçoit ses premiers cours avec Johann Eduard Wolff (de) dans sa ville natale. À 23 ans, il entre à l'académie des beaux-arts de Düsseldorf où il est l'élève de Wilhelm von Schadow et Karl Ferdinand Sohn pendant quatre ans.

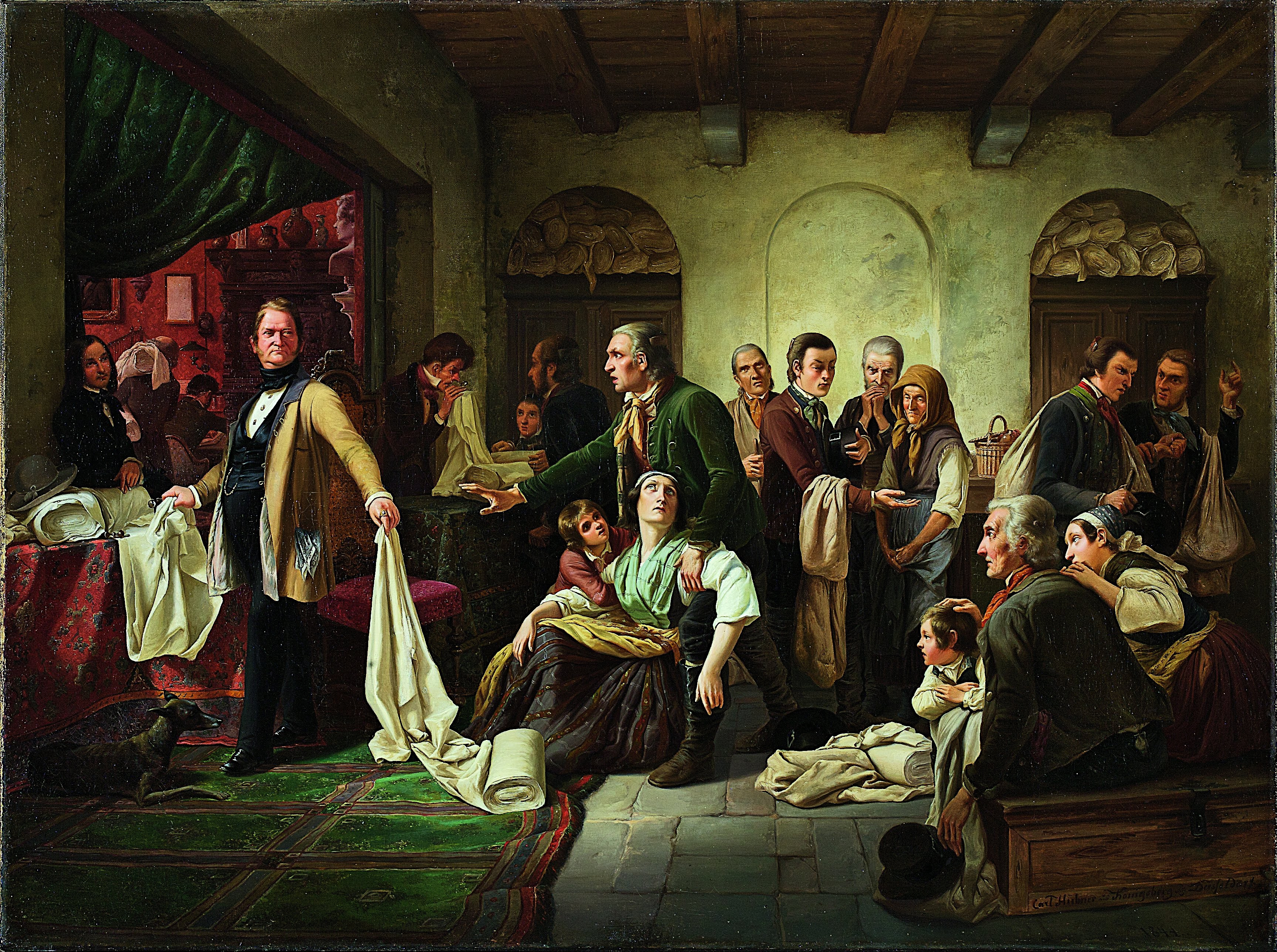
Les Tisserands silésiens, version de 1844

Carl Wilhelm Hübner est un représentant de l'École de peinture de Düsseldorf. Il ouvre son atelier en 1841. Les principales travaux sont des peintures à l'huile mettant en scène la vie quotidienne et les conflits sociaux. Il porte son attention sur les voleurs, les contrebandiers ou les braconniers. Une de ses œuvres les plus connues, Les Tisserands de Silésie, représente dans le style de Wilhelm Kleinenbroich (de) un bourgeois propriétaire de l'usine jugeant le travail des ouvriers hommes et femmes. Présentée en 1844, elle attire la foule à Cologne, Berlin, Halberstadt et d'autres villes allemandes.
En 1847, il entreprend un voyage d'études aux États-Unis. Ses croquis lui serviront pour la plupart des tableaux à son retour. Le 6 août 1848, il fait partie des fondateurs de l'association Malkasten dont il devient un temps président. Il est aussi présent dans d'autres associations ou académies de Düsseldorf.
Carl Hübner est salué pour son esprit créatif, mais on lui reproche son sentiment académique, l'accuse de réalisme, dans le sens où il s'abstient de sentimentalité et d'idéalisation, c'est pourquoi il est appelé par la critique dans les années 1970 le « Courbet allemand ».

## Honneur
- Chevalier de l'ordre de Léopold (Belgique, Arrêté royal du 2 décembre 1854)[1].

## Source, notes et références
1. ↑  Moniteur belge, Pasinomie ou collection des lois, t. XXXV, Bruxelles, Administration centrale de la pasicrisie, 1860, 539 p. (lire en ligne), p. 447-448.

- (de) Cet article est partiellement ou en totalité issu de l’article de Wikipédia en allemand intitulé « Carl Wilhelm Hübner » (voir la liste des auteurs).
- (de) Moritz Blanckarts, « Hübner, Karl », dans Allgemeine Deutsche Biographie (ADB), vol. 13, Leipzig, Duncker & Humblot, 1881, p. 270-271
- (de) « Publications de et sur Carl Wilhelm Hübner », dans le catalogue en ligne de la Bibliothèque nationale allemande (DNB).